# Sankt Kanzian am Klopeiner See
Sankt Kanzian am Klopeiner See è un comune austriaco di 4 483 abitanti nel distretto di Völkermarkt, in Carinzia. È stato istituito nel 1866 per scorporo dal comune di Kühnsdorf, soppresso e aggregato a Eberndorf; nel 1876 ha inglobato la frazione di Grabelsdorf, già parte di Eberndorf, e nel 1944 quelle di Lauchenholz, Sankt Veit im Jauntal e Stein im Jauntal, già parte del comune soppresso di Rückersdorf.